# Alexandre João Cuza

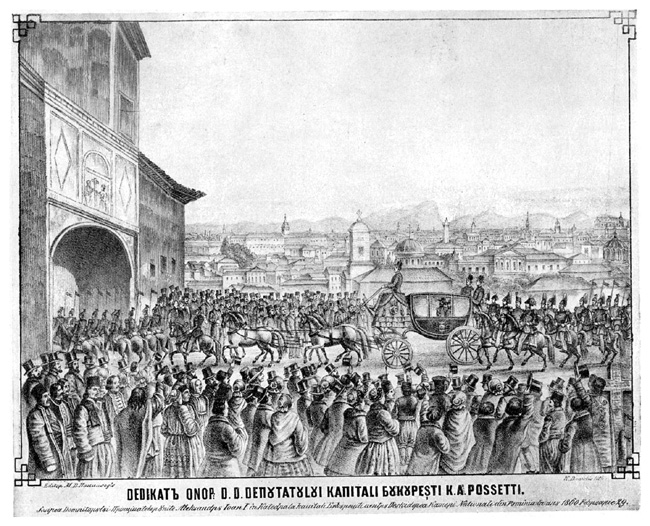
A processão a passar por debaixo da torre da Igreja Arquiepiscopal

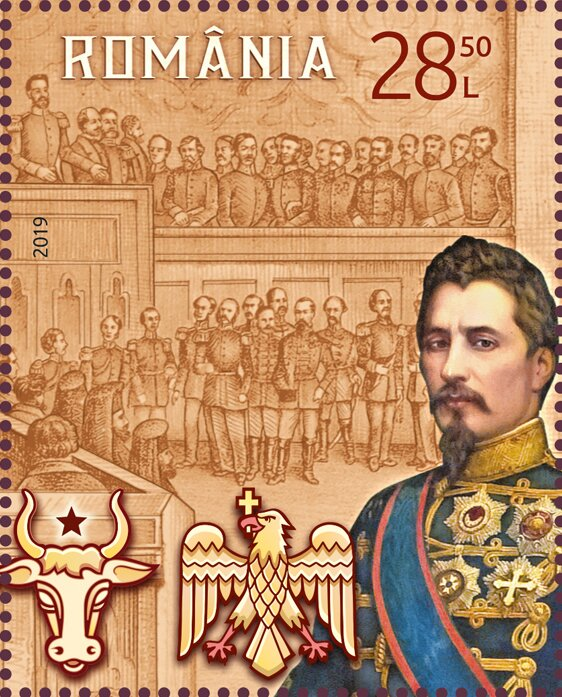
Representação de Alexandru Ioan Cuza no selo romeno de 2019 em comemoração ao 160º aniversária da unificação dos principados

Alexandre João Cuza ou Alexandre João I (Alexandru Ioan Cuza em romeno); (Bârlad, Roménia, 20 de março de 1820 – Heidelberg, Alemanha, 3 de maio de 1873) foi o fundador da Roménia moderna, Príncipe da Valáquia e da Moldávia, o primeiro príncipe (Domnitor) da Roménia (1859 - 1866).

## Cronologia (1856 - 1866)

### 1859
No dia 5 de janeiro, em Iaşi, Alexandre João Cuza foi nomeado príncipe da Moldávia.
Em 24 de janeiro, em Bucareste, foi também nomeado príncipe da Munténia.
Portanto os romenos, como não desejavam uma duplicação de poder relativo à existência de dois países com duas monarquias, dois governos, dois parlamentos, etc., aproveitando a ausência de precisão em relação ao facto destas duas monarquias puderem ou não ser governadas por uma mesma pessoa, de modo deliberado e calculado são dirigidas pelo mesmo príncipe, Alexandre João Cuza, que efetuaria, de facto, a união dos Principados Romenos.
Este militar de profissão relativamente jovem mostrou ter um talento político, de liderança, diplomático, visionário, com uma capacidade notável de execução dum projecto secular para os romenos.
Iniciou imediatamente a criação, nos principais centros do país, de instituições de cultura geral e de instituições de ensino médio. No ano a seguir, em 1860, foram criadas as primeiras instituições de ensino superior.

### 1860
Neste ano fundou-se, em Iaşi, a Universidade, o Conservatório de Música, e preparou-se um Projecto de lei orgânica para a instrução pública nos Principados Unidos, na qual se previa a obrigatoriedade do ensino primário nas aldeias e cidades.
No orçamento do ano 1860, previa-se um incremento real do número de escolas rurais. Nestes primeiros anos realizaram-se convénios e relações diplomáticas com vários estados. Também neste ano, fundou-se em París uma agência diplomática dos Principados Unidos e acordou-se uma convenção telegráfica com a Rússia, "a primeira convenção internacional dos Principados Unidos".

### 1861
No dia 24 de dezembro, embora os dois principados unidos se encontrassem ainda sob a soberania feudal otomana, Alexandre João Cuza declarou a existência do estado da Roménia com a capital em Bucareste.

### 1862
No ano de 1862 foram estabelecidas acordos e relações telegráficas com o Império dos Habsburgos (Áustria).
Teve lugar a revolução dos camponeses liderada por Mircea Mălăieru.

### 1863
Alexandru Ioan Cuza formou um governo singular sob a direcção de Mihail Kogălniceanu. O novo governo realizou e apresentou na Assembleia o projecto de lei relativo à secularização das propriedades dos mosteiros, com a qual foram abolidos os poderes feudais. Também, submeteu-se o povo à aprovação através de plebiscito, dum novo imposto, uma nova lei eleitoral. Foram nacionalizados os Correios e Telégrafos de capital grego.

### 1864
Foi decretada a Lei Rural, através da qual se anulava a servidão. A reforma agrária de 1864, aplicada em termos gerais em 1865, satisfez parcialmente a necessidade de terras dos camponeses, aboliu as servidões e relações feudais, dando um impulso significativo ao desenvolvimento do capitalismo. Também foi fundada naquela altura a Universidade de Bucareste, foi criada a Escola de Belas Artes, em Bucareste, presidida por Theodor Aman, e foi inaugurada a Escola de Medicina Veterinária.
Não existe nenhum âmbito de actividade económica, sociopolítica, cultural, administrativa ou militar no país, onde Cuza não tenha realizado melhoras ou renovações organizativas baseadas nas necessidades da época moderna.
Foi forçado a abdicar em 11 de fevereiro de 1866. Esta abdicação forçada pôde ter consequências graves, porque:
1. após a demissão de Cuza os aldeões horrorizaram-se com a ideia da anulação da reforma agrária.
2. No dia 3 de Abril de 1866, em Iaşi, o Movimento Separatista provoca a anulação da união da Moldávia com a Roménia.
3. A Sublime Porta (otomana) mobiliza o exército no Danúbio para intervir na Roménia, sendo apenas reconhecida a união na altura do reinado de Cuza.

Foi inicialmente sepultado na Igreja Senhorial junto ao Palácio de Ruginoasa, tal como ele tinha pedido, embora após a Segunda Guerra Mundial os seus ossos foram levados para a Igreja das Três Hierarquias, em Iaşi.